# Franciszek Ścigała
Franciszek Xawery Ścigała (ur. 1 grudnia 1882 w Woźnikach, zm. 2 września 1940 w obozie w Gusen) – polski duchowny katolicki, działacz społeczny i narodowy na Górnym Śląsku.

## Życiorys
Urodził się jako najstarszy syn listonosza Aleksandra i Pauliny z domu Skop. W latach 1897–1906 uczył się w gimnazjum klasycznym w Królewskiej Hucie. Ścigała był absolwentem Wydziału Teologicznego Uniwersytetu Wrocławskiego, gdzie związał się z polskim ruchem intelektualnym (członek Kółka Polskiego w latach 1906–1907). W dniu 20 czerwca 1910 przyjął święcenia kapłańskie, a następnie skierowano go do pracy w Bogucicach, gdzie był wikarym w parafii św. Szczepana. W latach 1914–1917 został powołany do służby sanitarnej wojsk niemieckich w Goczałkowicach. Następnie posługę duszpasterską pełnił w Siemianowicach Śląskich, w parafii Świętego Krzyża. Był aktywny w trakcie powstań śląskich i plebiscytu. Za swoją postawę w latach 1919–1921 został dwukrotnie odznaczony medalami powstańczymi (Krzyżem na Śląskiej Wstędze Waleczności i Zasługi).
W 1923 został mianowany proboszczem parafii św. Szczepana w Bogucicach. W okresie międzywojennym nadal był działaczem społecznym, m.in. współzałożycielem Kurkowego Bractwa Strzeleckiego w Katowicach oraz patronem Narodowego Związku Powstańców Śląskich i Żołnierzy. Swoje teksty publikował w „Gościu Niedzielnym”, m.in. gawędy po śląsku pod pseudonimem Stach Kropiciel. W 1937 został wicedziekanem dekanatu katowickiego. Od 1926 zasiadał jako radny w radzie miejskiej Katowic z ramienia chadecji.
W dniu 1 maja 1940 został aresztowany przez gestapo. Następnie osadzono go w KL Dachau (5 maja 1940) i Gusen (26 czerwca 1940). Zginął 2 września 1940.
Franciszek Ścigała patronuje ulicy w Katowicach, w dzielnicy Bogucice.
W 2017 ukazała się książka biograficzna o księdzu Ścigale autorstwa ks. Bronisława Czaplickiego pt. Ksiądz Franciszek Ścigała (1882–1940).